# Harpadon microchir
Espèce
Statut de conservation UICN

 LC  : Préoccupation mineure
 15 Août 2019 
Harpadon microchir est une espèce de poissons de la famille des Synodontidae.

## Systématique
L'espèce Harpadon microchir a été décrite pour la première fois en 1878 par le zoologiste allemand Albert Günther (1830-1914),.

## Distribution
Cette espèce se croise surtout le long des côtes asiatiques, du large de la Corée du Nord dans l'Océan Pacifique aux côtes sud-indiennes. Elle peut également être croisée le long des côtes indonésiennes ainsi que des côtes australiennes.

## Description
Harpadon microchir peut mesurer jusqu'à 70 cm.

## Comportement

### Prédateurs
Les juvéniles et les alevins sont souvent victimes de cannibalisme de la part des individus adultes, qui de leur côté sont la proie des sabres.

### Proies
Harpadon microchir se nourrit principalement de poissons osseux comme les Bregmaceros, Polymixia japonica, de petits crustacés comme les Plesionika ou les Sergia.
L'espèce fait également preuve de cannibalisme envers les alevins et les juvéniles.

## Publication originale
- (en) A. Günther, « LVI.—Notes on a collection of Japanese Sea-Fishes », Annals and Magazine of Natural History, Londres, Taylor & Francis, vol. 1, no 6,‎ juin 1878, p. 485–487 (ISSN 0374-5481, OCLC 1481361, DOI 10.1080/00222937808682368, lire en ligne).